# Eugenia pollicina
Eugenia pollicina là một loài thực vật có hoa trong Họ Đào kim nương. Loài này được J.Guého & A.J.Scott mô tả khoa học đầu tiên năm 1980.